# North Country (película)
North Country (también llamada En tierra de hombres en España y Tierra fría en Argentina y México) es una película estadounidense de 2005 dirigida por Niki Caro. Está protagonizada por Charlize Theron.

## Argumento
Cuando su marido no para de maltratarla, Josey vuelve a su pueblo natal en el norte de Minnesota en busca de un buen trabajo. Madre soltera con dos niños a su cargo, busca trabajo en la fuente principal de empleo de la región: las minas de hierro. El trabajo es duro pero se paga bien y las amistades que se forman allí se extienden a la vida cotidiana, uniendo familias y vecinos en un hilo común. Es una industria dominada por los hombres desde siempre, en un lugar poco acostumbrado a los cambios. Animada por su vieja amiga Glory, una de las pocas mujeres mineras en el pueblo, Josey se une a aquellos trabajadores que perforan la roca para sacar el mineral en la cantera. Está mentalizada para el peligroso y duro trabajo pero no para aguantar el acoso que ella y las otras mineras sufren por parte de sus compañeros, lo cual es una prueba mucho más dura.

## Elenco
- Charlize Theron como Josephine "Josey" Aimes.
- Amber Heard como Josey de joven.
- Frances McDormand como Glory.
- Sean Bean como Kyle.
- Richard Jenkins como Hank Aimes.
- Jeremy Renner como Robert "Bobby" Sharp.
- Cole Williams como Bobby de joven.
- Michelle Monaghan como Sherry.
- Thomas Curtis como Samuel "Sammy" Aimes.
- Woody Harrelson como Bill White.
- Sissy Spacek como Alice Aimes.
- Tom Bower como Gray Suchett.
- Linda Emond como Leslie Conlin.
- Rusty Schwimmer como Big Betty.
- Jillian Armenante como Peg.
- Xander Berkeley como Arlen Pavich.
- Chris Mulkey como Earl Slangley.
- Corey Stoll como Ricky Sennett.
- Brad William Henke como Lattavansky.
- John Aylward como el juez Halsted.
- Marcus Chait como Wayne.
- James Cada como Don Pearson.

## Comentarios
Inspirada en el caso real de Lois Jenson, la mujer que inició un juicio en contra de la empresa minera Eveleth Taconite Co., buscando establecer una política sobre el acoso sexual que permitiera una vida y trabajo más digno para las mujeres que laboraban en las minas de hierro del norte de Minnesota, en los Estados Unidos. Los resultados del juicio cambiaron la legislación en ese país, y su influencia se ha extendido a una buena parte del mundo.

## Premios

### Premios Óscar
| Año  | Categoría               | Candidato         | Resultado |
| ---- | ----------------------- | ----------------- | --------- |
| 2005 | Mejor Actriz            | Charlize Theron   | Nominada  |
| 2005 | Mejor Actriz de Reparto | Frances McDormand | Nominada  |